# Condado de Clayton (Georgia)
El condado de Clayton (en inglés: Clayton County) es un condado en el estado estadounidense de Georgia. En el censo de 2000 el condado tenía una población de 236 517 habitantes. La sede de condado es Jonesboro. El condado es parte del área metropolitana de Atlanta. El Aeropuerto Internacional Hartsfield-Jackson se encuentra parcialmente dentro del condado. 
El condado fue fundado en 1858 y fue nombrado en honor a Augustin Smith Clayton, un representante de Georgia. La novela Lo que el viento se llevó y su adaptación cinematográfica se ambientan en el condado de Clayton.

## Geografía
Según la Oficina del Censo, el condado tiene un área total de 374 km² (144 sq mi), de la cual 369 km² (143 sq mi) es tierra y 4 km² (2 sq mi) (1,15%) es agua.

### Condados adyacentes
- Condado de DeKalb (noreste)
- Condado de Henry (este)
- Condado de Spalding (sur)
- Condado de Fayette (suroeste)
- Condado de Fulton (noroeste)

## Transporte

### Aeropuertos
- Aeropuerto Internacional Hartsfield-Jackson
- Aeropuerto del Condado de Clayton

### Autopistas importantes
- Interestatal 75
- Interestatal 85
- Interestatal 285
- Interestatal 675
- U.S. Route 19
- U.S. Route 23
- U.S. Route 29
- U.S. Route 41
- Ruta Estatal de Georgia 3
- Ruta Estatal de Georgia 54
- Ruta Estatal de Georgia 85
- Ruta Estatal de Georgia 138
- Ruta Estatal de Georgia 351
- Ruta Estatal de Georgia 401
- Ruta Estatal de Georgia 407
- Ruta Estatal de Georgia 413

## Demografía
En el  censo de 2000, hubo 236 517 personas, 82 243 hogares y 59 214 familias residiendo en el condado. La densidad poblacional era de 1658 personas por milla cuadrada (640/km²). En el 2000 había 86 461 unidades unifamiliares en una densidad de 606 por milla cuadrada (234/km²). La demografía del condado era de 37,94% blancos, 51,55% afroamericanos, 0,32% amerindios, 4,49% asiáticos, 0,07% isleños del Pacífico, 3,55% de otras razas y 2,08% de dos o más razas. 7,50% de la población era de origen hispano o latino de cualquier raza. 
La renta promedio para un hogar del condado era de $42 697 y el ingreso promedio para una familia era de $46 782. En 2000 los hombres tenían un ingreso medio de $32 118 versus $26 926 para las mujeres. La renta per cápita para el condado era de $18 079 y el 10,10% de la población estaba bajo el umbral de pobreza nacional.

## Ciudades y pueblos
- Bonanza
- College Park
- Conley
- Forest Park
- Irondale
- Jonesboro
- Lake City
- Lovejoy
- Morrow
- Mountain View
- Rex
- Riverdale

## Educación
Las Escuelas Públicas del Condado de Clayton son el distrito escolar a cargo de la educación pública primaria y secundaria del condado.